# Raised by Wolves (série de TV americana)
Raised by Wolves é uma série de televisão americana de ficção científica e drama criado por Aaron Guzikowski que estreou em 3 de setembro de 2020 no HBO Max. A segunda temporada estreou em 3 de fevereiro de 2022 .
A primeira temporada recebeu críticas geralmente positivas dos críticos, enquanto a segunda temporada foi aclamada pela crítica. Em Junho de 2022, a série foi cancelada após duas temporadas.
A série foi removida da HBO Max em Dezembro de 2022. Em 31 de Janeiro de 2023, foi anunciado que a série seria lançada no The Roku Channel e Tubi.

## Sinopse
Mãe e Pai são dois andróides com a missão de criar filhos humanos no planeta Kepler-22b depois que a Terra foi destruída por uma grande guerra entre mitraicos e ateus, e começar uma nova civilização pacífica baseada em valores ateus. A mãe deseja que Campion se torne o líder dos ateus quando ele crescer, no entanto, como a crescente colônia de humanos é ameaçada de destruição por diferenças religiosas após a chegada dos Mitraicos, os andróides aprendem que controlar as crenças dos humanos é uma tarefa difícil.

## Produção

### Desenvolvimento
Em 8 de outubro de 2018, foi anunciado que TNT havia feito um pedido para produzir a série, com Ridley Scott, Aaron Guzikowski, David W. Zucker, Jordan Sheehan, Adam Kolbrenner e Robyn Meisinger envolvidos como produtores executivos. Scott também dirigiu os dois primeiros episódios, que foram escritos por Guzikowski.  As empresas as produtoras envolvidas na série são Scott Free Productions, Studio T e Madhouse Entertainment. Outubro de 2019, foi anunciou que a série passaria para o serviço de streaming da [[WarnerMedia] HBO Max. Os três primeiros episódios da série foram lançados em 3 de setembro de 2020 na HBO Max.
Após uma longa espera, a empresa Warner Bros anunciou a segunda temporada, que será lançada na plataforma de streaming HBO Max em 4 de fevereiro de 2022.

### Seleção do Elenco
Em janeiro de 2019, foi anunciado que Travis Fimmel, Amanda Collin, Abubakar Salim, Winta McGrath, Niamh Algar, Felix Jamieson, Ethan Hazzard, Jordan Loughran, Aasiya Shah e Ivy Wong foram escalados para papéis principais.

## Elenco e Personagens

### Protagonistas
- Amanda Collin como Mãe / Lamia
- Abubakar Salim como Pai
- Winta McGrath como Campion
- Niamh Algar como Sue/Mary
- Travis Fimmel como Marcus/Caleb
- Jordan Loughran como Tempestade
- Felix Jamieson como Paul
- Ethan Hazzard como caçador
- Aasiya Shah como Holly
- Ivy Wong como Vita
- Matias Varela como Lúcio

### Recorrente
- Cosmo Jarvis como Campion Sturges

### Convidados
- Steve Wall como Ambrose